# Ardino
Ardino (búlgaro: Ардино) é uma cidade da Bulgária, localizada no distrito de Kardzhali. A sua população era de 3 577 habitantes segundo o censo de 2010.

## População
| Ardino | Ardino | Ardino | Ardino | Ardino | Ardino | Ardino | Ardino | Ardino | Ardino | Ardino | Ardino | Ardino | Ardino | Ardino | Ardino | Ardino | Ardino | Ardino | Ardino |
| --- | ------ | ------ | ------ | ------ | ------ | ------ | ------ | ------ | ------ | ------ | ------ | ------ | ------ | ------ | ------ | ------ | ------ | ------ | ------ |
| Ano | 1887   | 1910   | 1934   | 1946   | 1956   | 1965   | 1975   | 1985   | 1992   | 2001   | 2002   | 2003   | 2004   | 2005   | 2006   | 2007   | 2008   | 2009   | 2010   |
| População |        |        |        | …      | …      | 3,600  | 5,067  | 5,494  | 3,663  | 3,720  | 3,733  | 3,704  | 3,713  | 3,684  | 3,674  | 3,664  | 3,598  | 3,619  | 3,577  |
| Fontes: Instituto Nacional de Estatísticas, „citypopulation.de“, „pop-stat.mashke.org“, Bulgarian Academy of Sciences |        |        |        |        |        |        |        |        |        |        |        |        |        |        |        |        |        |        |        |